# إدوين إل. إلوود
إدوين إل. إلوود (بالإنجليزية: Edwin L. Elwood)‏ هو عسكري أمريكي، ولد في 1847 في سانت لويس في الولايات المتحدة، وتوفي في 13 سبتمبر 1907 في سانتا فيه في الولايات المتحدة.